# Erick Strickland
Demerick Montae Strickland, detto Erick (Opelika, 25 novembre 1973), è un ex cestista statunitense, professionista nella NBA.

## Statistiche
| Anno       | Squadra              | PG  | PT | MP   | TC%  | 3P%  | TL%  | RP  | AP  | PRP | SP  | PP   |
| ---------- | -------------------- | --- | -- | ---- | ---- | ---- | ---- | --- | --- | --- | --- | ---- |
| 1992-1993  | Nebraska Cornhuskers | 31  | 6  | 17,2 | 45,4 | 36,4 | 72,9 | 2,0 | 2,1 | 1,5 | 0,1 | 7,8  |
| 1993-1994  | Nebraska Cornhuskers | 30  | 13 | 22,4 | 42,3 | 35,0 | 81,1 | 3,4 | 3,2 | 2,0 | 0,4 | 10,7 |
| 1994-1995  | Nebraska Cornhuskers | 31  | 31 | 30,4 | 44,4 | 33,8 | 72,7 | 5,4 | 4,3 | 2,9 | 0,2 | 16,3 |
| 1995-1996† | Nebraska Cornhuskers | 35  | 34 | 31,1 | 43,6 | 35,1 | 82,3 | 4,9 | 3,4 | 1,7 | 0,3 | 14,7 |
| Carriera   | Carriera             | 127 | 84 | 25,5 | 43,9 | 34,9 | 77,6 | 4,0 | 3,3 | 2,0 | 0,3 | 12,5 |

### NBA

#### Regular Season
| Anno      | Squadra             | PG  | PT  | MP   | TC%  | 3P%  | TL%  | RP  | AP  | PRP | SP  | PP   |
| --------- | ------------------- | --- | --- | ---- | ---- | ---- | ---- | --- | --- | --- | --- | ---- |
| 1996-1997 | Dallas Mavericks    | 28  | 15  | 27,1 | 39,8 | 30,4 | 81,3 | 3,2 | 2,4 | 1,0 | 0,2 | 10,6 |
| 1997-1998 | Dallas Mavericks    | 67  | 19  | 22,5 | 35,7 | 29,4 | 77,4 | 2,4 | 2,5 | 0,8 | 0,1 | 7,6  |
| 1998-1999 | Dallas Mavericks    | 33  | 2   | 17,2 | 40,3 | 30,5 | 81,5 | 2,5 | 1,9 | 1,2 | 0,1 | 7,5  |
| 1999-2000 | Dallas Mavericks    | 68  | 67  | 29,8 | 43,3 | 39,2 | 83,1 | 4,8 | 3,1 | 1,5 | 0,2 | 12,8 |
| 2000-2001 | N.Y. Knicks         | 28  | 0   | 15,0 | 30,5 | 34,0 | 85,7 | 1,9 | 1,0 | 0,8 | 0,0 | 4,3  |
| 2000-2001 | Vancouver Grizzlies | 22  | 0   | 18,6 | 30,1 | 29,2 | 86,3 | 3,5 | 3,0 | 1,0 | 0,0 | 6,4  |
| 2001-2002 | Boston Celtics      | 79  | 4   | 20,8 | 38,9 | 38,5 | 84,5 | 2,7 | 2,3 | 0,7 | 0,0 | 7,7  |
| 2002-2003 | Indiana Pacers      | 71  | 10  | 18,0 | 42,9 | 38,8 | 80,5 | 2,0 | 2,9 | 0,5 | 0,1 | 6,5  |
| 2003-2004 | Milwaukee Bucks     | 43  | 0   | 13,3 | 40,3 | 43,9 | 86,3 | 1,7 | 2,1 | 0,6 | 0,0 | 5,4  |
| 2004-2005 | Milwaukee Bucks     | 62  | 5   | 16,4 | 37,5 | 25,3 | 81,3 | 1,7 | 1,9 | 0,5 | 0,0 | 4,9  |
| Carriera  | Carriera            | 501 | 122 | 20,3 | 39,2 | 35,1 | 82,6 | 2,6 | 2,4 | 0,8 | 0,1 | 7,5  |

#### Playoffs
| Anno     | Squadra         | PG | PT | MP   | TC%  | 3P%  | TL%  | RP  | AP  | PRP | SP  | PP  |
| -------- | --------------- | -- | -- | ---- | ---- | ---- | ---- | --- | --- | --- | --- | --- |
| 2002     | Boston Celtics  | 12 | 0  | 9,8  | 28,2 | 20,0 | 100  | 1,1 | 1,4 | 0,4 | 0,1 | 2,9 |
| 2003     | Indiana Pacers  | 5  | 0  | 8,4  | 42,9 | 20,0 | 80,0 | 1,4 | 1,6 | 0,2 | 0,0 | 4,2 |
| 2004     | Milwaukee Bucks | 3  | 0  | 13,7 | 41,7 | 0,0  | 100  | 1,7 | 3,0 | 0,7 | 0,0 | 4,7 |
| Carriera | Carriera        | 20 | 0  | 10,1 | 33,8 | 16,7 | 91,3 | 1,3 | 1,7 | 0,4 | 0,1 | 3,5 |

## Palmarès
- Campione NIT (1996)
- MVP NIT (1996)